# Bettie Page
Pour les articles homonymes, voir Page.
Bettie Mae Page, née le 22 avril 1923 à Nashville dans le Tennessee et morte le 11 décembre 2008 à Los Angeles, est un mannequin américain, célèbre dans les années 1950 pour ses photos de pin-up mais également pour nombre de clichés fétichistes. 
Elle fut, en janvier 1955, l'une des premières Playmates du mois du magazine Playboy. Tombée dans l'oubli dans les années 1960, elle s'était tournée vers la religion et souffrait de problèmes psychiatriques qui l'ont amenée à commettre des violences. Au cours des années 1980, ses photos (devenues vintage) connurent un regain de popularité. Elle  devint une icône de la subculture et son look a influencé de nombreux artistes.

## Biographie
Son enfance est difficile. Ses parents connaissent une situation financière précaire aggravée par la crise économique de 1929 et déménagent fréquemment, jusqu’à être mis à la porte de chez eux. Son père vole une voiture. Il se trouve que c'est celle du shérif. Il est condamné à une peine d'emprisonnement qui dure jusqu’en 1931. Durant cette incarcération, la famille est hébergée par la grand-mère paternelle. Dès 1931, ses parents divorcent. Son père a en effet mis enceinte une jeune fille de 15 ans. Sa mère tente de maintenir à flot les finances de la famille mais doit se résoudre à mettre Bettie et ses deux sœurs à l’orphelinat pendant deux ans.
En 1934, le père revient et loue une chambre dans la cave de la maison familiale mais il abuse sexuellement de Bettie. Celle-ci se réfugie dès lors dans les études. Elle obtient son diplôme le 6 juin 1940 et s’engage au College Peabody, afin de devenir enseignante. L’automne suivant, elle essaie les arts dramatiques, espérant devenir une star. Elle gagne ses premiers salaires en dactylographiant les manuscrits d’Alfred Leland Crabb. Elle obtient le Baccalauréat option arts en 1943. Elle épouse Billy Neal, compagnon de lycée et gloire du sport local, mais il doit la quitter pour un service actif durant la Seconde Guerre mondiale. Souffrant d'un stress post-traumatique, il revient changé et jaloux si bien qu'ils finissent par divorcer en 1947.
Sans un sou, elle monte à New York où elle survit grâce à des petits boulots. En octobre 1950, alors qu’elle marche le long du rivage de Coney Island, elle rencontre Jerry Tibbs, un officier de police, photographe amateur, avec qui elle fait son premier portfolio de pin-up,. Dans ce début des années 1950, depuis la fin des années 1940, des clubs tentent de s’affranchir des restrictions légales sur la photo de nu, en promouvant des « photos artistiques » à la limite de l’érotisme. Page devient rapidement un modèle populaire dans ce milieu et en 1951 apparaît dans des magazines comme Wink, Titter, Eyefull et Beauty Parade.
En 1952, elle rencontre le photographe Irving Klaw et devient, grâce à lui, l'étoile montante de l'érotisme underground. Elle apparaît dans des mises en scène bondage et sadomasochistes en noir et blanc. Quelques heures de pose lui font gagner plus qu'un salaire de secrétaire d'un mois. Tout en restant inconnue en tant que personne, elle connait en tant qu'image une popularité immense. Tous ses photographes louent le naturel franc avec lequel elle pose et remarquent la jouissance singulière qui la transfigure quand elle se prête au regard de leur objectifs. 
En 1954, elle fait la rencontre de la photographe Bunny Yeager, elle-même ancienne pin-up. Celle-ci réalise une séance de photo au parc Africa USA à Boca Raton en Floride (aujourd'hui fermé). La série de photo, devenue célèbre sous le nom de Jungle Bettie, comprend notamment des photos de nus en compagnie de deux guépards. La peau de léopard portée par Bettie Page est confectionnée par elle-même, comme beaucoup de ses bikinis et ses lingeries. Bunny Yeager fait ensuite en sorte que des photos de Bettie Page soient publiées dans le magazine Playboy fondé par Hugh Hefner. Elle y devient la Playmate du mois en janvier 1955, nue avec une coiffe de Mère-Noël et faisant un clin d'œil.
En 1957, à la suite d'une commission d'enquête du Sénat contre la pornographie devant laquelle elle doit comparaître, elle disparaît de toute vie publique. Se sentant attirée dans une église par une force irrésistible, elle se confesse et, âgée de trente-quatre ans, se tourne vers la religion. Elle passe un diplôme de théologie dans le but de devenir missionnaire. Elle épouse Armond Walterson en 1958 mais divorce une deuxième fois en 1963. Durant les années 1960 elle travaille pour diverses organisations religieuses mais, étant divorcée, les missions lui sont interdites. Son délire mystique se manifeste à bas bruits durant sa participation aux cantiques par une ferveur intense et des larmes.

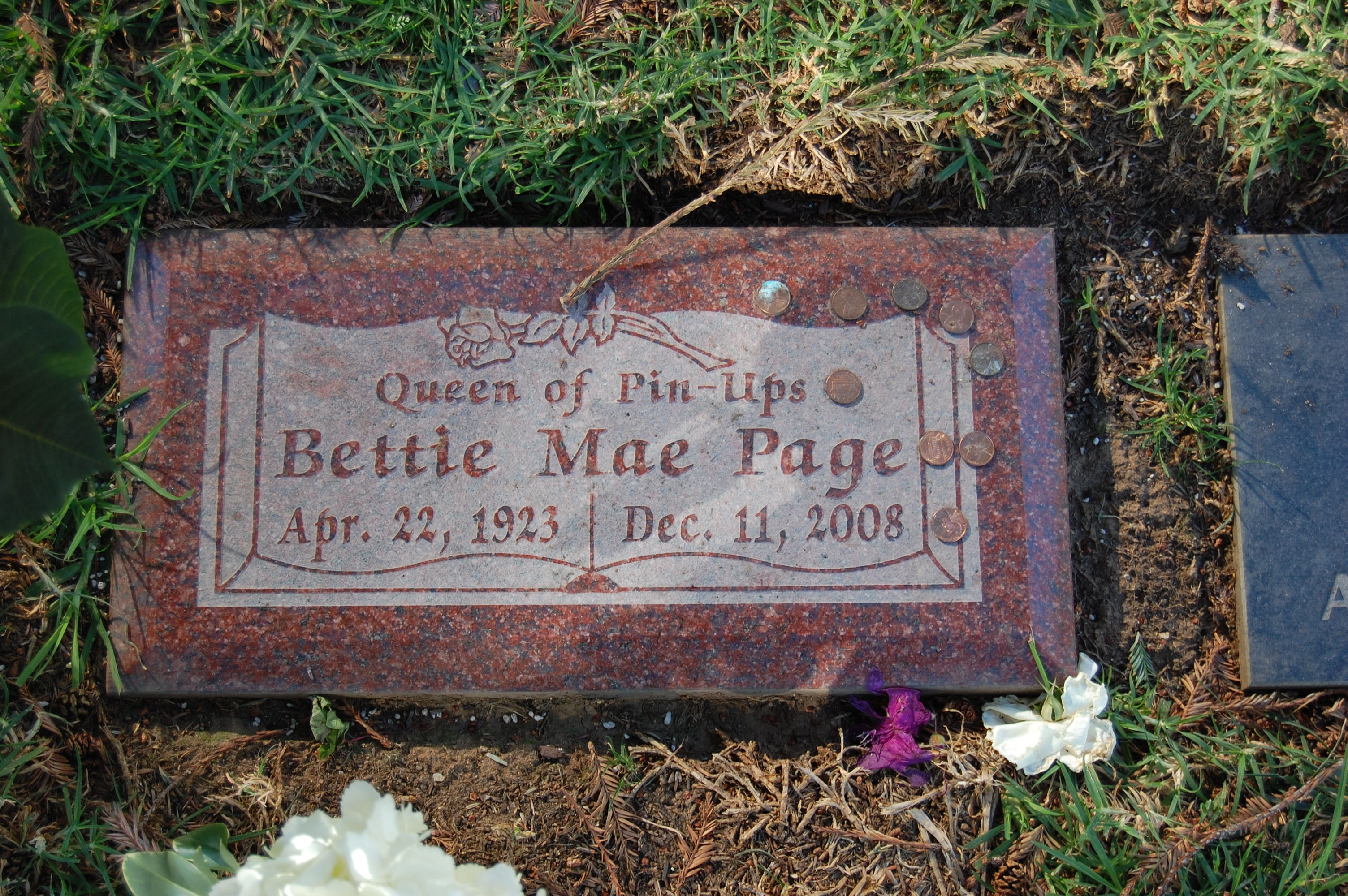
Plaque tombale.

Remariée en Floride à Harry Lear, un homme divorcé qu'elle laisse dans l'ignorance de son passé de pin-up, elle peine à construire une vie de couple. Harcelée au téléphone par la mère des enfants de son mari, elle se trouve en butte aux querelles suscitées par ceux-ci. En janvier 1972, elle divorce à nouveau après avoir menacé son mari de le poignarder s'il cessait un seul instant de contempler une image du Christ. Son frère organise son éloignement en Californie. Dans son nouvel appartement, laissée à elle-même, elle entend les messages de Dieu et du Diable sur son répondeur. À cinquante-six ans, il lui est diagnostiqué une schizophrénie paranoïde et elle est internée vingt mois dans un hôpital psychiatrique de San Bernardino, où la chlorpromazine la soulage des hallucinations auditives (« les voix ») dont elle se plaint. Au cours d'une nouvelle altercation relative à une quittance de loyer, elle poignarde de vingt-sept coups la propriétaire de son logement, qui survit. Elle est inculpée de tentative d'assassinat puis jugée irresponsable. Elle est placée sous tutelle pendant huit ans. En 1992, elle sort du Patton State Hospital.
Dans les années 1980, elle fait l’objet d’un culte grandissant en tant que symbole de la libération sexuelle.
Le 2 décembre 2008, elle est victime d’une attaque cardiaque à Los Angeles à l’âge de 85 ans et est hospitalisée dans un état critique. Elle meurt le jeudi 11 décembre 2008 des suites de cette attaque cardiaque, après être restée pendant une semaine entre la vie et la mort. Elle est enterrée au Westwood Village Memorial Park Cemetery.
En 2023, un monument est hérigé en son honneur à Nashville, sa ville natale.

## Carrière

### Filmographie
- Striporama (en) (1953)
- Varietease (1954)
- Teaserama (1955)
- Irving Klaw Bondage Classics, Volume I (London Enterprises, 1984)
- Irving Klaw Bondage Classics, Volume II (London Enterprises, 1984)
- Bettie Page: Pin Up Queen (Cult Epics, 2005)
- Bettie Page: Bondage Queen (Cult Epics, 2005)
- 100 Girls by Bunny Yeager (Cult Epics, 2005)
- Bizarro Sex Loops, Volume 20 (Something Weird Video, 2008)

### Films sur Bettie Page
- Bettie Page: Dark Angel, Cult Epics, 2004
- The Notorious Bettie Page (2005)[9]
- Bettie Page se dévoile (Bettie Page Reveals All), 2011, documentaire de Mark Mori[10]

## Culture populaire
- Elle a beaucoup influencé l’imagerie du new burlesque avec notamment Dita von Teese.
- La première version du personnage de DC Comics Poison Ivy est inspirée par Bettie Page.
- Le luxueux droïde BD-3000 dans Star Wars, épisode III : La Revanche des Sith est aussi inspiré par Bettie Page.
- Elle apparaît dans la série de bande dessinée Pin-Up.
- Le destin croisé de Betty Page et de Linda Lovelace est le sujet du roman graphique Coney Island Baby (220 pages) de Nine Antico, paru chez L'Association en 2010.
- Le personnage de Xena, la guerrière, interprété par Lucy Lawless, icône féministe est aussi un vibrant hommage au symbole érotico-libertaire qu’elle représente encore aux yeux de nombreuses générations.
- Elle inspire aussi le personnage de Clara dans la revue espagnole El Jueves.
- Elle inspira également Patricia Arquette pour le rôle de Renee dans Lost Highway de David Lynch.
- Beyoncé s'est inspirée de Betty pour son clip Why Don't You Love Me.
- Le personnage de Bettie dans la série de comic books Rocketeer est le sosie de Bettie Page.